# Krut'
Maryna Valeriїvna Krut', nota semplicemente come Krut' (in ucraino Марина Валеріївна Круть?; Chmel'nyc'kyj, 21 febbraio 1996), è una cantautrice ucraina.

## Biografia
Nata a Chmel'nyc'kyj in una famiglia di operai, all'età di quindici anni ha iniziato ad esibirsi a vari festival musicali nazionali.
Ha studiato alla Scuola delle Belle Arti di Chmel'nyc'kyj, dove si è diplomata ed ha imparato a suonare la bandura, strumento a corde tipico della musica ucraina. Ha proseguito i suoi studi musicali presso il Conservatorio Vladyslav Zaremba di Chmel'nyc'kyj, partecipando nel mentre a vari concorsi nazionali ed internazionali. Dopo alcuni anni di inattività, in cui si trasferisce in Cina, dal 2016 riprende a pubblicare musica con lo pseudonimo di Krut'.
Nel 2017 ha preso parte all'ottava edizione del talent show ucraino X-Faktor su STB. La sua esibizione di Hallelujah di Leonard Cohen presentata all'audizione le ha fruttato l'approvazione di tutti e quattro i giudici, subentrando nella categoria "Ragazze" capitanata dalla cantante ucraina NK. Dopo aver superato la fase Bootcamp, riesce ad arrivare alla fase Home Visit prima di essere eliminata.
Dopo l'esperienza del talent, Krut' ha pubblicato il suo album di debutto Arche nel 2018, seguito dall'EP Albino nel 2019.
Nel 2020 Krut' ha preso parte a Vidbir, il programma di selezione del rappresentante ucraino all'Eurovision Song Contest, dove si è piazzata al 3º posto con l'inedito 99. Nel dicembre 2023 Krut' ha partecipato per la seconda volta alla selezione eurovisiva, dove si è classificata al 2º posto con Kolyskova.

## Discografia

### Album in studio
- 2018 – Arche
- 2022 – Liteplo

### Album dal vivo
- 2021 – Live in Kyiv with String Quartet
- 2022 – Live with Chamber Orchestra

### EP
- 2019 – Albino
- 2023 – Taki jak my (con Maks Ptašnyk)

### Singoli
- 2019 – Padij
- 2019 – Divčynko
- 2020 – Zabery mene do sebe na pizdvo
- 2020 – 99
- 2020 – Sonce (con Mark Ptašnyk)
- 2020 – Kimata
- 2021 – Vihadaty
- 2022 – Probač
- 2022 – Skažy meni
- 2022 – Volja
- 2022 – Žuravli (feat. LeVoice)
- 2022 – Kolyskova
- 2023 – V mistečku malomu
- 2023 – Prjalja (Oj prjadu prjadu)
- 2023 – Vir meni

#### Come featuring
- 2020 – Zymuvala (Murmurosi feat. Krut')
- 2020 – Rizni.Rivni (Alina Paš, Serhij Babkin e Constantine feat. [O], Krut', Latexfauna, Daniel Shake, Secret Avenue, Kulšenka, Ofilijan, Lucas Bir, U:lav, Shy e Wwwaaavvveee)
- 2021 – Ne striljaj (Morphom feat. Krut')
- 2023 – Ty je velyka syla (Tonka feat. Roxolana, Krut' e Krychitka)
- 2024 – Desjatka (Kalush feat. Krut')